# Alegeri prezidențiale în Mexic, 2006
Ultimele alegeri prezidențiale din Mexic au avut loc pe data de 2 iulie 2006.
Peste 63 milioane de mexicani cu drept de vot au fost așteptați la urne în cadrul unui scrutin multiplu. Alegătorii au decis în privința noului președinte al țării, a celor 628 membrii ai Congresului, a primarului capitalei Ciudad de Mexico și a guvernatorilor a 3 state. Candidatul la președinție care va obține cel mai mare număr de voturi chiar dacă va fi sub 50% este ales șef al statului pentru următorii 6 ani. Viitorul președinte al țării își va prelua atribuțiile la 1 decembrie 2006 iar principalele sale provocări vor fi lupta împotriva sărăciei și insecurității.
Alegerile prezidențiale din acest an au fost apreciate ca fiind cele mai strânse din istoria țării și pentru prima data au votat și cetățenii mexicani care locuiesc în afara granițelor țării.

## Candidații la președinție
În cursa prezidențială s-au înscris 5 candidați:
- Andres Manuel Lopez Obrador-candidat din partea Partidelor de Stânga, respectiv a Partudului Revoluției Democratice (PRD) și Partidului Muncii (PT);
- Felipe Calderon Hinojosa-liderul Partidului Acțiunii Naționale;
- Roberto Madrazo-candidatul formațiunii de centru, Partidul Institușional Revoluționar;
- Patricia Mercado-din partea Partidului Social Democrat;
- Roberto Campa-candidat al Partidului Noua Alianță;

Cu cele mai mari șanse de a fi aleși au fost liderul de stânga, Andres Obrador, fost primar al capitalei țării, cotat cu 36% din intențiile de vot, urmat la foarte mică distanță de Felipe Calderon, considerat port-drapelul dreptei.
Andres Obrador a fost candidat din partea partidelor de stânga, fiind un membru marcant al PRD. Acesta a promis 'transformarea țării de către un guvern animat de principiul-să fie bine pentru toți, și în primul rând pentru cei săraci!' O victorie a sa ar fi reprezentat primul triumf al stângii în istoria Mexicului. Candidatul stângii și-a propus ca obiective, lichidarea sărăciei și inițierea unor ample proiecte în domeniul infrastructurii.
Felipe Calderon, liderul formațiunii conservatoare, aflat în strânsă legătură cu cercurile de afaceri dar și cu Biserica Catolică, a promis crearea a milioane de locuri de muncă și reforme în favoarea investițiilor străine. De asemenea a mai promis că va lua măsuri împotriva infractorilor, de la răpitori de persoane până la traficanți de droguri.

## Sondaje și rezultatul final
Rezultatele finale ale alegerilor care s-au desfășurat pe data de 2 iulie 2006 au fost:
- Calderon: 15000284 de voturi, reprezentând 35,89%;
- Obrador: 14756350 de voturi, respectiv 35,31%;
- Madrazo: 9301441 de voturi, cu 22,26%;
- Mercado: 1127964 de voturi, adică 2,7%;
- Campa: 401804 de voturi cu 0,96%.

Principalii candidați au obținut procentuaje asemănătoare astfel încât atât reprezentantul stângii cât și dreptei mexicane și-au proclamat victoria în fața susținătorilor.
Preconizând o eventuală tensiune până la momentul anunțării rezultatelor oficiale,președintele în exercițiu, Vicente Fox, a lansat un apel la calm către simpatizanții ambelor tabere.
Institutul Federal de Statistică la declarat învingător pe candidatul Partidului Acțiunii Naționale, Felipe Calderon la o diferență de doar 0,6% cu toate că rivalul său principal, Obrador a contestat rezultatul, invocând multe nereguli.
Candidatul de stânga susține că principiul alegerilor libere a fost violat contestând victoria contracandidatului său,Calderon.
De asemenea,Obrador a depus plângere în numele Partidului Revoluției Democratice în care reclamă modul în care s-a desfășurat întregul proces electoral din țară.
Astfel Tribunalul Electoral Federal din Mexic a primit din partea candidatului alianței forțelor de stânga solicitarea de a dispune renumărarea voturilor sau anularea alegerilor prezidențiale din 2 iulie.
Pe 5 septembrie 2006 Calderon este declarat oficial câștigător al alegerilor din 2 iulie cu o diferență de 233831 de voturi față de principalul său contracandidat.
Cu toate contestațiile și acuzațiile inițiate de Andres Obrador, Felipe Calderon, candidatul Pardidului Acțiunii Naționale, este în mod oficial președinte al Mexicului.